# Sienas katedral
Sienas katedral, italienska: Duomo di Siena, Cattedrale Metropolitana di Santa Maria Assunta, är en kyrkobyggnad i Siena, helgad åt Jungfru Marie himmelsfärd. Katedralen, som är belägen vid Piazza del Duomo, är uppförd i romansk och gotisk stil. Katedralen är säte för Ärkestiftet Siena–Colle di Val d'Elsa–Montalcino.

## Beskrivning
Katedralens grundplan är ett latinskt kors med tvärskepp, kupol och kampanil. Kupolen fullbordades år 1264; lanterninen är ett senare verk, ritat av Bernini. Katedralens exteriör och interiör är uppförda i vit och grön-svart marmor; fasaden har därtill röd marmor. Svart och vitt är Sienas symboler, vilka är etiologiskt förknippade med stadens grundare Senius och Ascanius och deras svarta och vita hästar. På fasaden omges Jungfru Maria av trettiofem profeter och patriarker, utförda av Nicola Pisano, Giovanni Pisano, Donatello, Pinturicchio, Lorenzo Ghiberti och Bernini. 

## Bilder

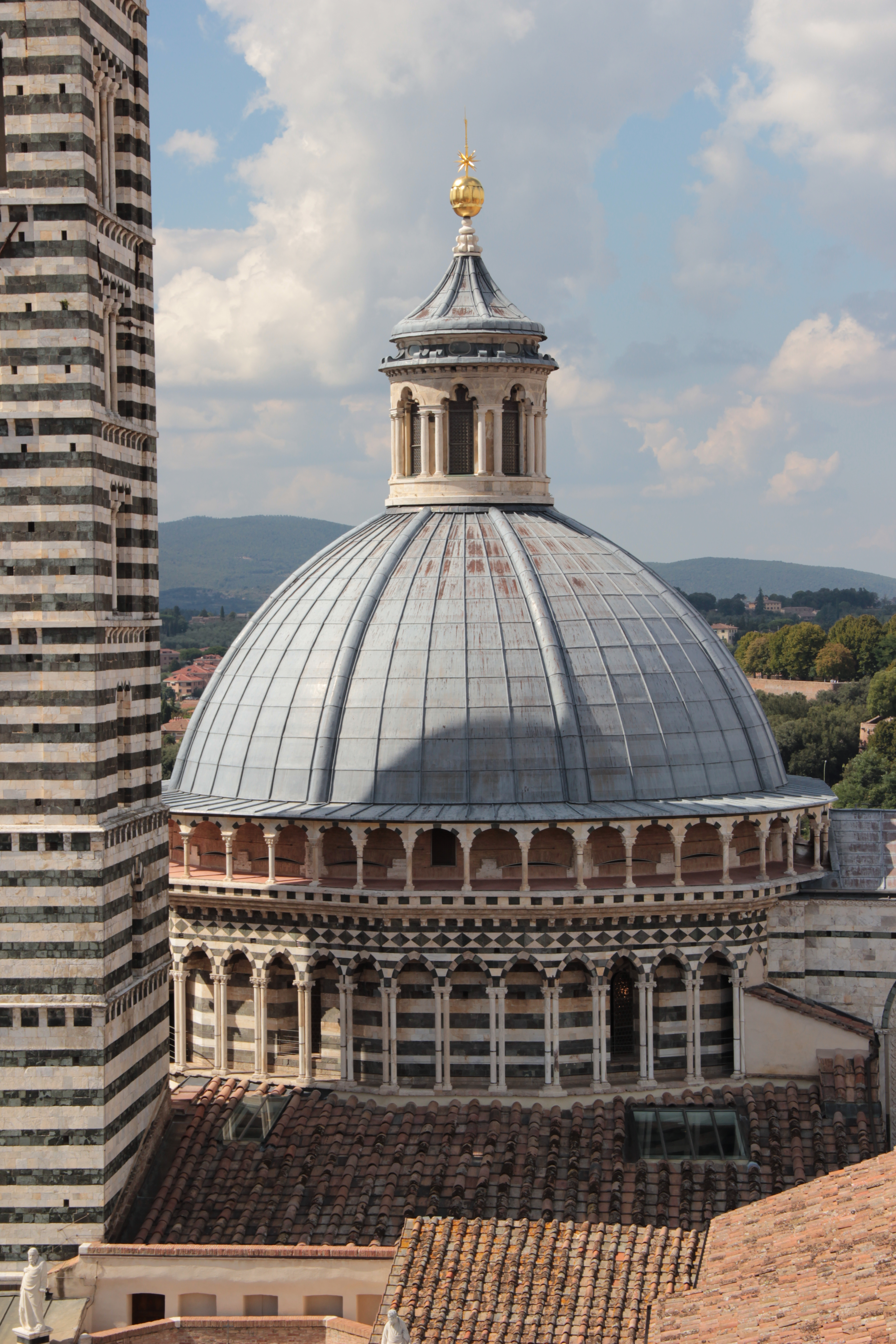
Kupolen.
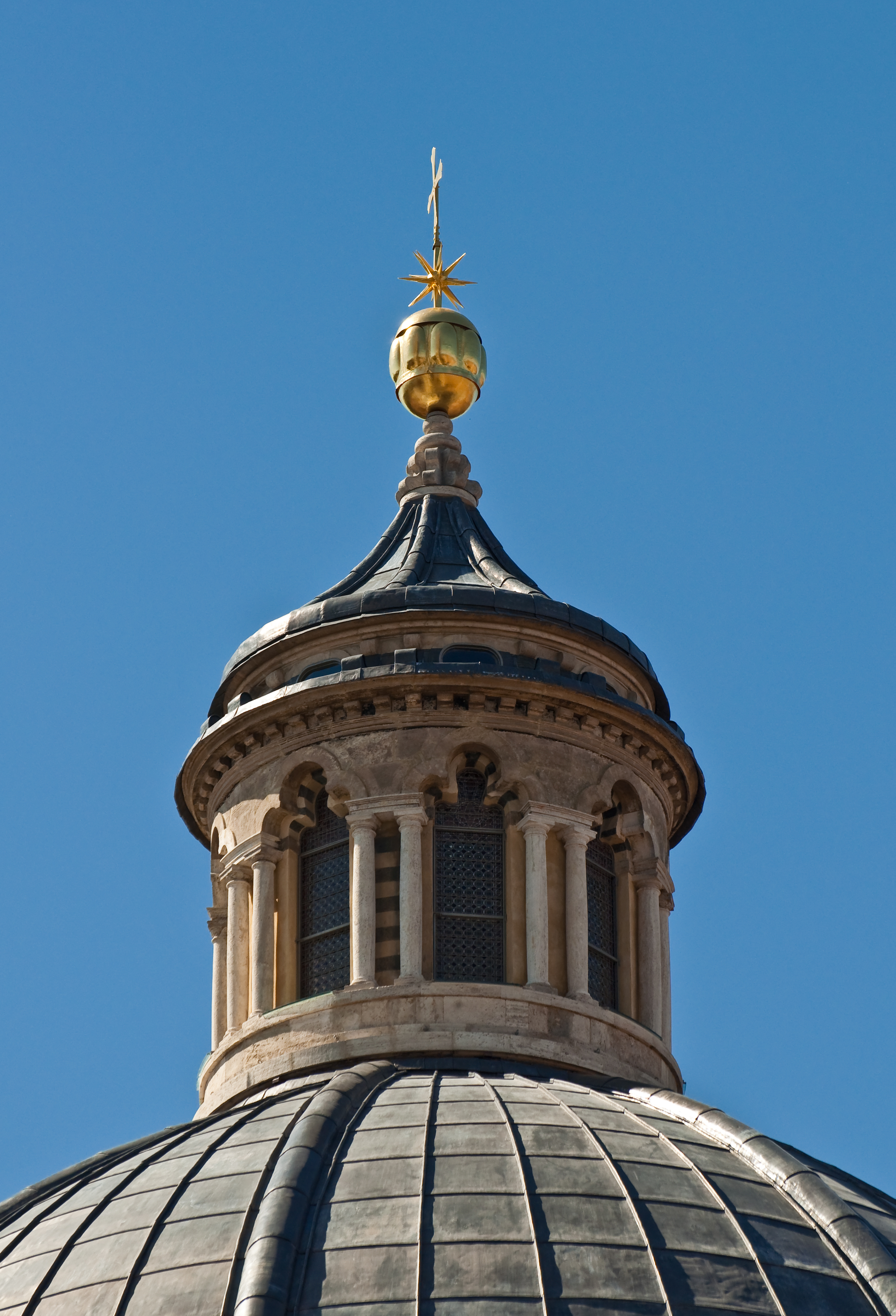
Lanterninen.
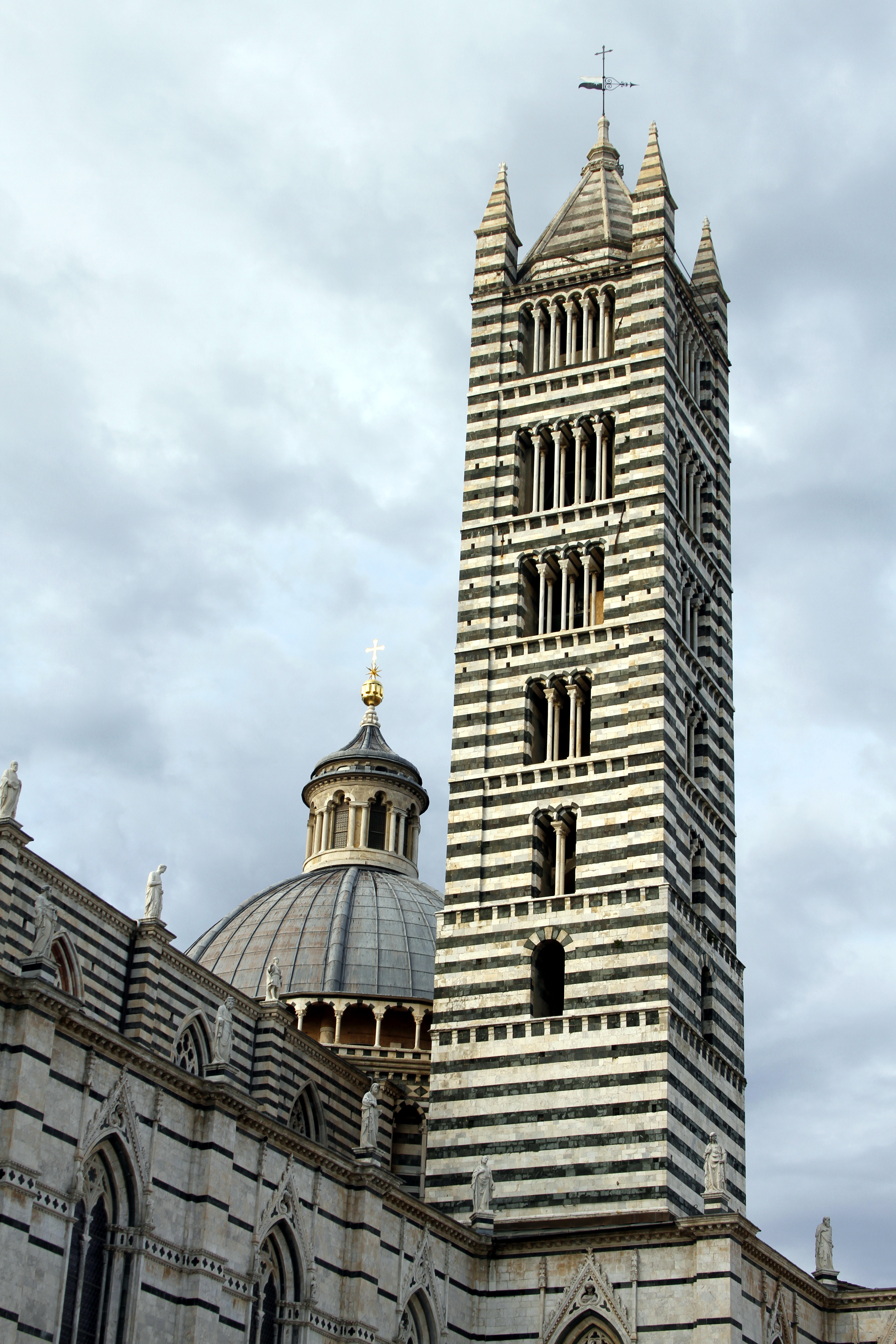
Kampanilen.
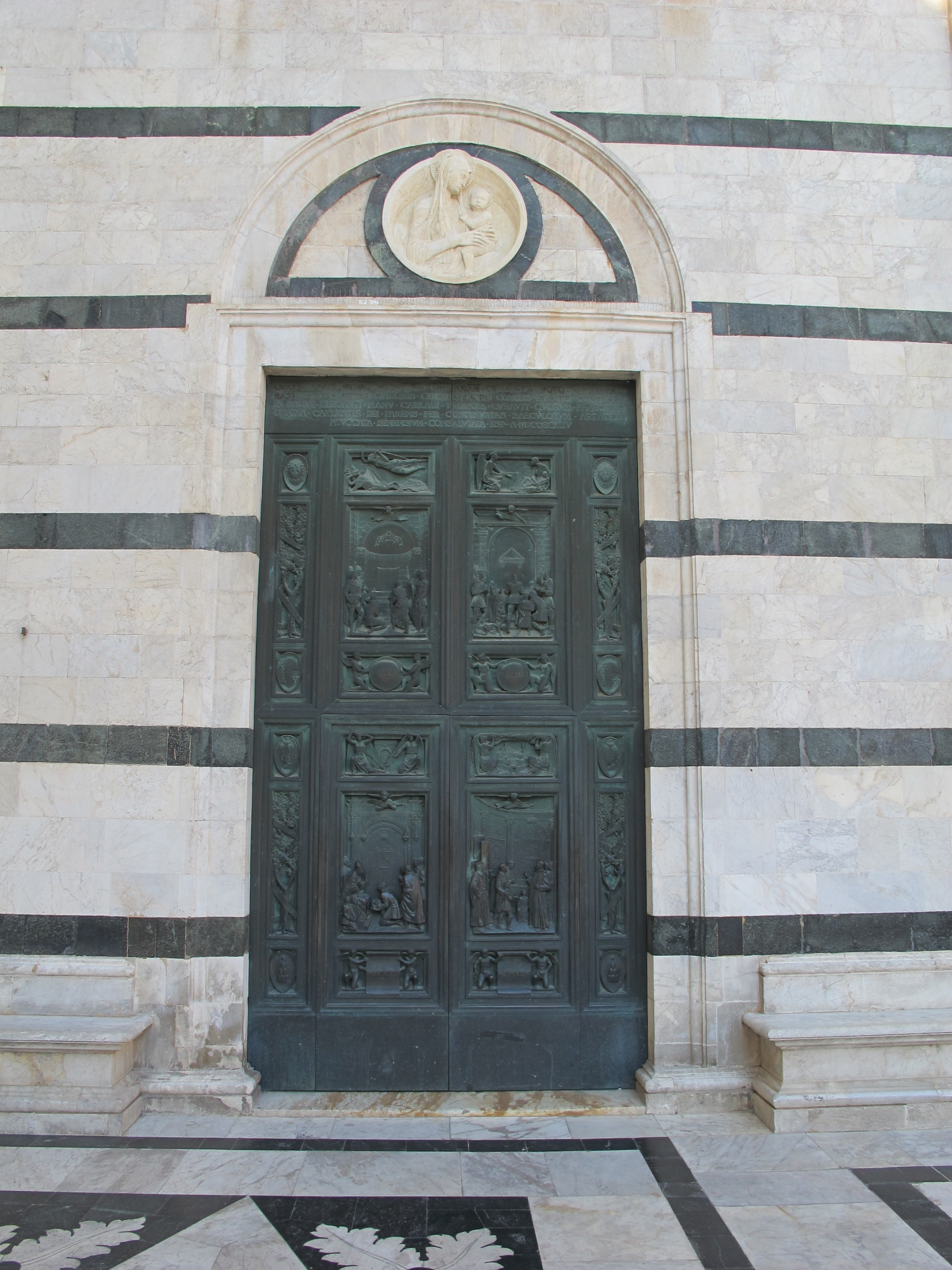
La Porta del Perdono.
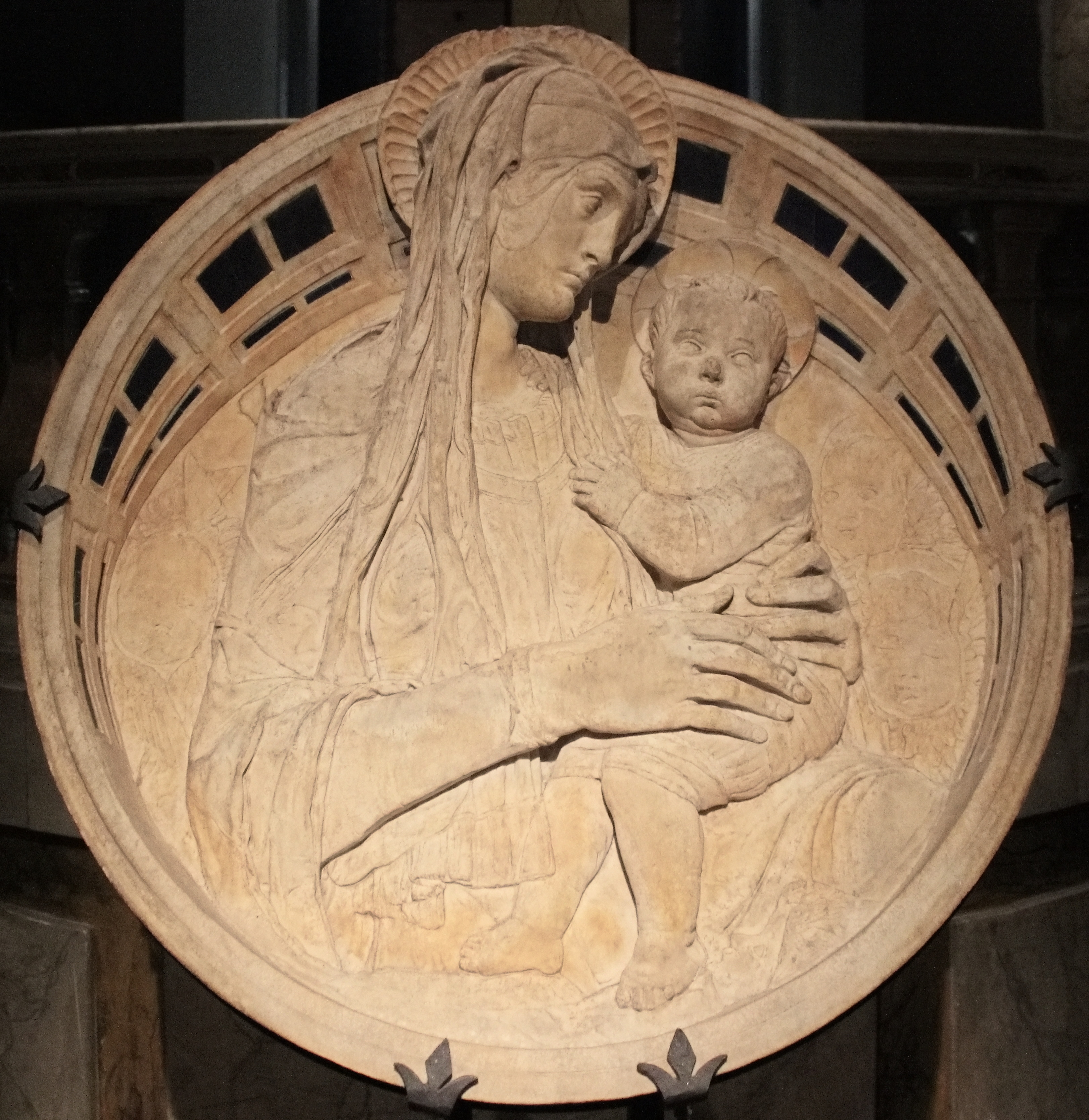
Madonna del Perdono av Donatello.

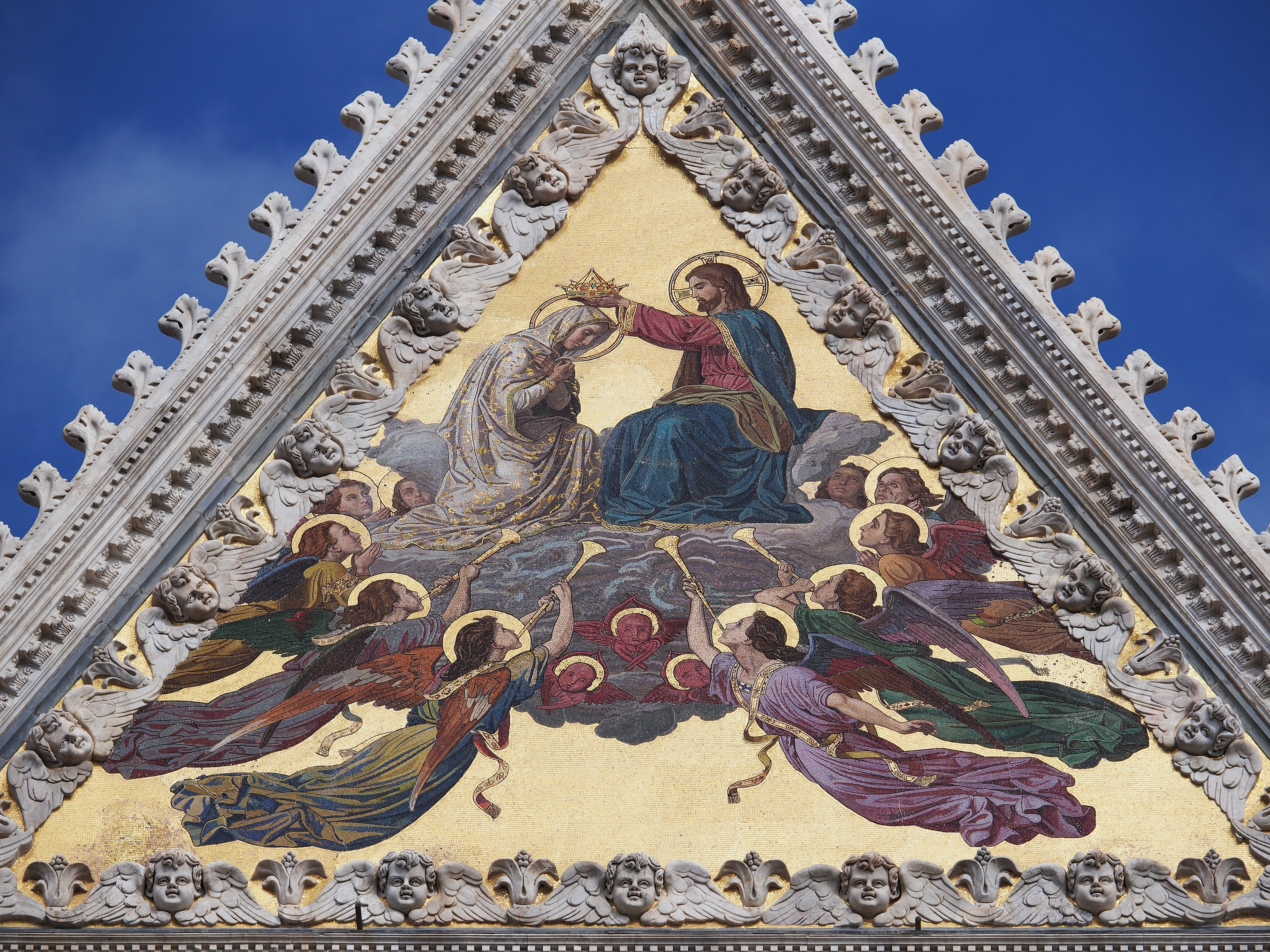
Fasadmosaiken Jungfru Marie kröning.